# 스티븐 라이트

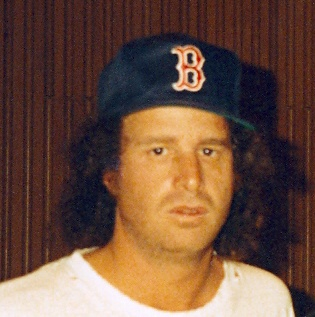

스티븐 라이트(Steven Wright, 본명: 스티븐 알렉산더 라이트, Steven Alexander Wright, 1955년 12월 6일 ~ )는 미국의 스탠드업 코미디언, 배우, 작가, 영화 제작자이다.
롤링 스톤에서 2017년에 꼽은 역대 위대한 희극인 50인 명단에서 15위를 차지하였다. 텔레비전 드라마 《루이》(2010-15)의 제작자 중 한 명이며, 이를 통해 프라임타임 에미상에 두 차례 후보로 올랐다.

## 출연 작품

### 영화
- 마돈나의 수잔을 찾아서 (1985)
- 정열과 사랑 (1988)
- 최후의 승자 (1990)
- 저수지의 개들 (1992)
- 그래서 난 도끼 부인과 결혼했다 (1993)
- 백조 공주 (1994) - 애니메이션
- 올리버 스톤의 킬러 (1994)
- 스피치리스 (1994)
- 라이프세이버 (1994)
- 캐나다 베이컨 (1995)
- 꼬마 돼지 베이브 2 (1998) - 목소리
- 커피와 담배 (2003)
- 마스크 2 - 마스크의 아들 (2005)
- 이모티: 더 무비 (2017)

### 텔레비전
- 결혼 이야기 (1993)
- 심슨 가족 (1998) - 애니메이션
- 헤라클레스 (1998-99) - 애니메이션
- 베커 (1999)
- 스페이스 고스트 코스트 투 코스트 (1999) - 애니메이션
- 암호명: 이웃집 아이들 (2001) - 애니메이션
- 루이 (2011-15) - 제작 겸임